# Davis Tutt

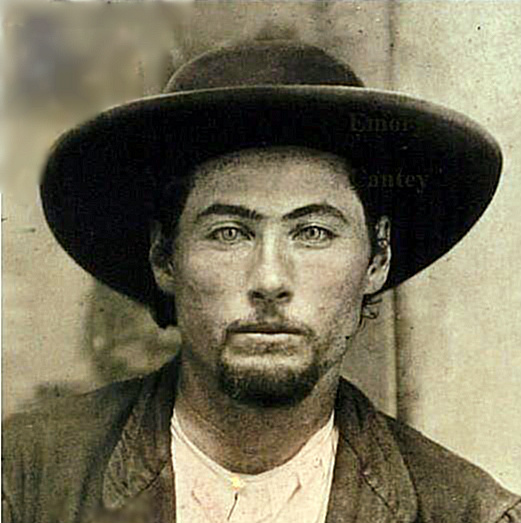
Davis Tutt na década de 1860.

Davis Kasey Tutt (1836 Yellville, Arkansas — 21 de julho de 1865 (29 anos) Springfield, Missouri), foi um jogador e ex-soldado Confederado do Velho Oeste americano, mais lembrado por ter sido morto durante o duelo Wild Bill Hickok – Davis Tutt em 1865, que lançou Wild Bill Hickok à fama de grande atirador.